# Drongo à ventre blanc
Dicrurus caerulescens
Espèce
Statut de conservation UICN

 LC  : Préoccupation mineure
Le Drongo  à ventre blanc (Dicrurus caerulescens) est une espèce de passereaux de la famille des Dicruridae, naif d'Asie du Sud.

## Description
Le Drongo à ventre blanc adulte est gris foncé sur le dos avec une queue longue et profondément fourchue. La sous-espèce indienne D. c. caerulescens a le dessous gris pâle de la tête à la poitrine et blanc de la poitrine à la base de la queue. La sous-espèce sri-lankaise race, D. c. leucopygialis, a le blanc limité à la région anale et la base de la queue. Le juvénile est terne et a une poitrine gris brunâtre.
Il a de courtes pattes et se tient perché en position verticale, comme la pie-grièche.

## Habitat
Cet oiseau peuple les forêts.

## Répartition et sous espèces

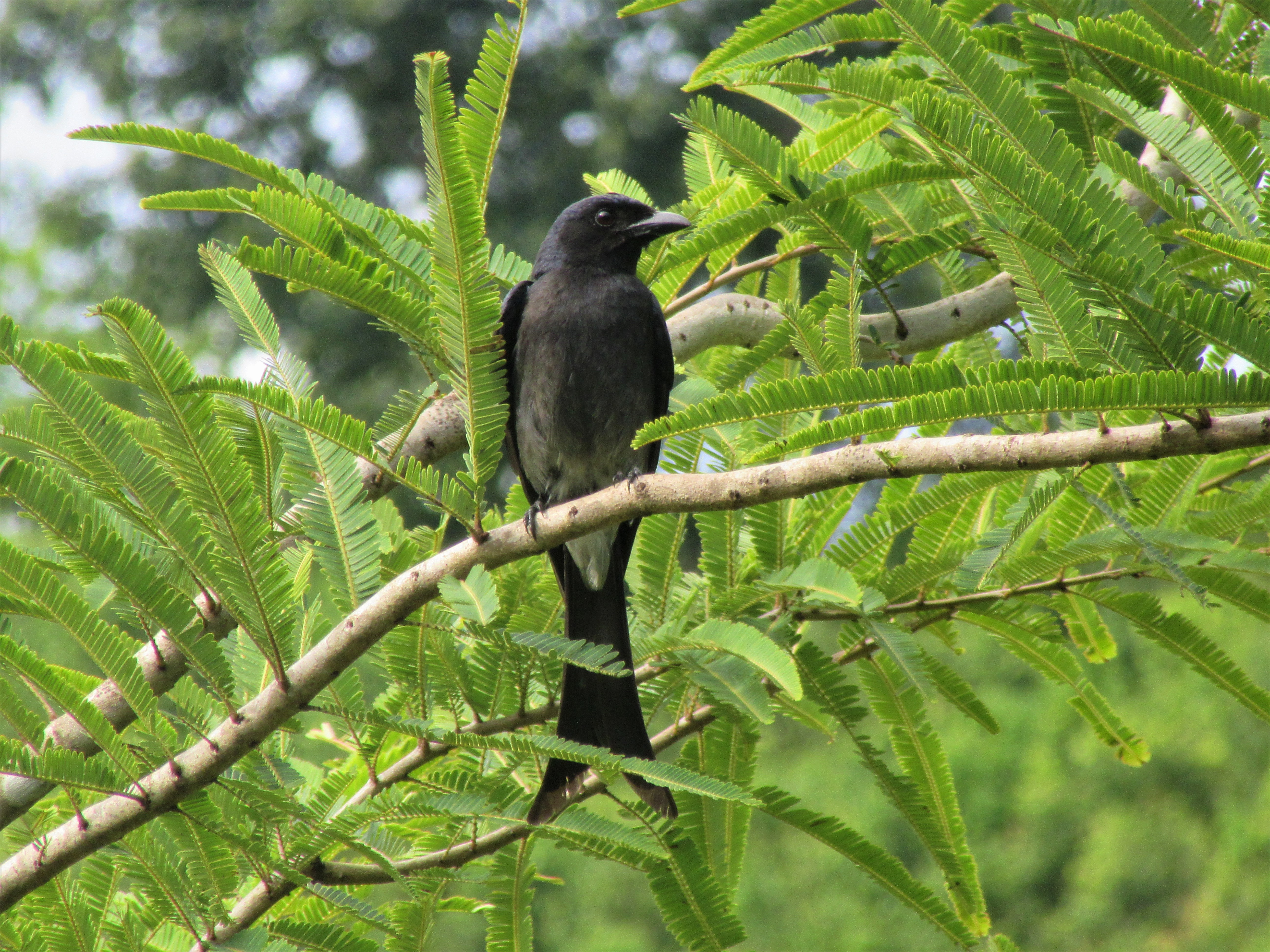
La sous-espèce D. c. leucopygialis.

Selon la classification de référence du Congrès ornithologique international (15.1, 2025) il se répartit en trois sous-espèces (ordre phylogénique) :
- D. c. caerulescens (Linnaeus, 1758) — Inde ;
- D. c. insularis (Sharpe, 1877) — nord du Sri Lanka ;
- D. c. leucopygialis Blyth, 1846 — sud du Sri Lanka.

## Alimentation
Cet oiseau est insectivore. Il existe toutefois de rares rapports le signalant comme prédateur de petits oiseaux.